# La cocina del infierno
La cocina del infierno es una película de 1998 protagonizada por Rosanna Arquette, William Forsythe, Angelina Jolie, Mekhi Phifer y Johnny Whitworth. La película fue escrita y dirigida por Tony Cinciripini.
Riddim Slector llamó Hell's Kitchen como su "Top Pick" de los años '90.

## Sinopsis
Johnny (Mekhi Phifer) regresa a Hell's Kitchen, el barrio de su infancia y juventud, tras pasar cinco años en la cárcel, por un turbio asunto de drogas que se cobró la vida del hermano de su novia (Angelina Jolie). No será un regreso sencillo: Johnny intenta rehacer su vida retomando su carrera de boxeador profesional, pero deberá enfrentarse en Hell's Kitchen a viejos recuerdos, reencuentros difíciles, enemigos en busca de venganza, rivalidades y peleas entre bandas, conflictos, raciales, miserias y drogas.